# 森優理斗
森 優理斗（もり ゆりと、2014年〈平成26年〉1月22日 - ）は、日本の子役。スマイルモンキー所属。
同じくスマイルモンキーに所属する、子役の森美理愛は、実姉。

## 出演

### テレビドラマ
- 透明なゆりかご 第7話（2018年8月31日、NHK総合） - ミカの弟 役
- 義母と娘のブルース 第8話（2018年9月4日、TBS） - 猪本寧々の息子 役
- イノセンス 冤罪弁護士 第6話（2019年2月23日、日本テレビ） - 晴斗 役
- 悪党〜加害者追跡調査〜 第2話（2019年5月19日、WOWOW） - 早見剛 役
- わたし旦那をシェアしてた（2019年7月4日 - 9月6日、読売テレビ） - 藤宮慎吾 役
- お父さんといっしょミニドラマ『ある日のお父さん』（2019年、NHKBSプレミアム） - 丘原隼 役
- ほんとにあった怖い話 20周年スペシャル『汲怨のまなざし』（2019年10月12日、フジテレビ） - サトシ 役
- LINEの答えあわせ〜男と女の勘違い〜（2020年2月2日 - 4月5日、ytv） - 悠真 役
- 常識の仮面はがします 秘密潜入員エース（2020年3月25日、NHK） - 菊地陸 役
- あと3回、君に会える（2020年3月31日、フジテレビ） - 海 役
- 大河ドラマ（NHK）
  - 麒麟がくる（2020年） - 阿君丸 役
  - 鎌倉殿の13人（2022年） - 金剛 役
- 3人のシングルマザー〜すてきな人生逆転物語〜（2020年10月1日、フジテレビ） - 須藤晴人役
- ひかりTVオムニバスドラマ「#Soldiers慈しむ者たち」第5話（2021年、dtv） - 和田純 役
- 世にも奇妙な君物語 第3話（2021年3月19日、WOWOW）
- チバケンのマツモトさん（2021年、CTC） - 松本南海雄（幼少期） 役
- 泣くな研修医（2021年4月24日 - 6月26日、テレビ朝日） - 雨野隆治（5歳） 役
- 結婚できないにはワケがある。第2話（2021年4月25日、ABC）
- #ゴールドゲーム（2021年6月6日 - 7月24日、東海テレビ・フジテレビ） - 裕翔幼少 役
- 二月の勝者-絶対合格の教室-（2021年10月16日 - 12月18日、日本テレビ） - ガイア 役（レギュラー）
- めぐる。第1話（2021年12月 FOD、2022年3月7日 フジテレビ） - 中森渉 役
- となりのチカラ 第4話 - 最終話（2022年2月24日 - 3月31日、テレビ朝日） - 吉井啓介 役
- 仮面ライダーリバイス 第25話（2022年3月6日、テレビ朝日） - 五十嵐一輝（幼少期） 役
- DCU〜手錠を持ったダイバー〜 第7話（2022年3月6日、TBS） - 玉井千里 役
- 魔法のリノベ 第9話（2022年9月12日、カンテレ） - 真野紫流馬 役
- 満天のゴール（2023年3月25日、NHK BS4K） - 川岸涼介 役
- 連続テレビ小説 らんまん（2023年4月3日 - 7日・9月20日 - 、NHK） - 槙野万太郎（幼少期）・山元虎太郎 役[1]
- フジテレビ開局65周年特別企画テレビドラマ「風間公親-教場0-」（2023年4月10日 - 、フジテレビ） - 瓜原潤史（幼少期）役
- 私がヒモを飼うなんて 第5話・第7話（2023年4月26日・5月10日、TBS） - 竹之内宗一（幼少期）役
- 連続ドラマW OZU 〜小津安二郎が描いた物語〜 第1話「出来ごころ」（2023年11月12日、WOWOW） - 富夫 役[2]
- アイドル誕生 輝け昭和歌謡（2023年12月1日、NHK BSプレミアム4K / 2024年1月2日、NHK BS） - 太郎 役
- 相棒 Season22 第10話（2024年1月1日、テレビ朝日） - 笛吹結平 役
- 爆上戦隊ブンブンジャー バクアゲ3（2024年3月17日、テレビ朝日） - ヒロト 役
- 笑うマトリョーシカ（2024年6月28日 - 9月6日、TBS） - 旗手勇気 役
- マウンテンドクター 第2話 - （2024年7月15日 - 、関西テレビ・フジテレビ） - 飯塚亘 役[3]
- こども・エール! 〜アジアこどもドラマ〜「プップルール」（2024年7月31日、NHK Eテレ） - 主演・井上奏多 役
- 新暴れん坊将軍（2025年1月4日、テレビ朝日） - 徳川小五郎役
- 日本一の最低男 ※私の家族はニセモノだった 第3話（2025年1月23日、フジテレビ） - 立松弘明 役[4]
- どうせ死ぬなら、パリで死のう。（2025年3月16日、NHK総合） - 昼間幸太 役[5]
- 特捜9 final season 第4話（2025年4月30日、テレビ朝日） - 小林芳雄 役[6]

### バラエティー
- 痛快TVスカッとジャパン（2019年・2022年、フジテレビ）
- 「天才てれびくんYOU」完結編特集ドラマ『立花祐大のふしぎな旅』（2020年、NHKEテレ）
- 「天才てれびくんhello」（2021年、NHKEテレ） - さとる 役（2021年、NHKEテレ）

### 映画
- VIPO「はずれ家族のサーヤ」（2019年）
- 朝が来る（2020年、木下） - 高橋大海 役
- 約束のネバーランド（2020年、東宝） - フィル 役
- とんび（2022年、角川・イオン） - 市川旭（幼少期） 役
- 劇場版TOKYO MER〜走る緊急救命室〜（2023年、東宝） - 星川翔馬 役

### CM
- コカ・コーラ【ジョージア】「東京2020宣言篇」（2020年）
- IKEA「夏のくつろぎ声 ナットヤスミン篇」（2019年）
- 天藤製薬「ボラギノールA注入軟膏/ボラギノールA座剤」（2019年）
- 日本郵便「会うを越える。篇」
- 北陸電力「北陸と歩む火力発電所・水力発電所篇」
- エレクトロラックス「掃除機」
- 野村不動産株式会社　新築分譲マンション「プラウド」スペシャルムービー（2022年） - 息子・マーくん 役（森田剛、橘茉希と共演）[7]

### VP
- 小学館「ベビーブックDVD」（2018年）

### スチール
- マスセット（2017年）
- 小学館「ベビーブック」（2017年）
- ベネッセ「こどもちゃれんじポケット」（2017年）

### WEB
- 江崎グリコ「カフェオーレ『ミスカフェオーレ隊送り応援』篇」（2018年）
- ツインリンクもてぎ（2017年）
- ヤマハ音楽教室「おんがくなかよしコース」